# 7-й армейский корпус (вермахт)
7-й армейский корпус (нем. VII. Armeekorps), сформирован 26 августа 1939 года (штаб корпуса был создан весной 1935 года).
В августе 1944 года уничтожен в Румынии. 27 сентября 1944 года официально расформирован.

## Боевой путь корпуса
В сентябре-октябре 1939 года — участие в Польской кампании.
В мае-июне 1940 года — участие в захвате Бельгии и Франции.
С 22 июня 1941 года — участие в германо-советской войне, в составе группы армий «Центр». Бои в Белоруссии, в районе Смоленска, на Московском направлении.
С июня 1942 года — в составе группы армий «Юг», бои на Дону, в районе Воронежа.
В 1943 году — отступление на Украине (Киев, Житомир).
В августе 1944 года — уничтожен в ходе советского наступления (Яссо-Кишинёвская операция).

## Состав корпуса
|  | В сентябре 1939: - 27-я пехотная дивизия - 68-я пехотная дивизия В июне 1941 (Операция «Барбаросса»): - 7-я пехотная дивизия - 23-я пехотная дивизия - 258-я пехотная дивизия - 268-я пехотная дивизия - 221-я охранная дивизия В июле 1941 года (штурм Могилева): - 7-я пехотная дивизия - 23-я пехотная дивизия - 258-я пехотная дивизия - 15-я пехотная дивизия В августе 1941 года: - 7-я пехотная дивизия - 23-я пехотная дивизия - 78-я пехотная дивизия - 197-я пехотная дивизия В сентябре 1941 года: - 23-я пехотная дивизия - 197-я пехотная дивизия - 267-я пехотная дивизия |  | В октябре 1941 года (Операция «Тайфун»): - 7-я пехотная дивизия - 23-я пехотная дивизия - 197-я пехотная дивизия - 267-я пехотная дивизия В январе 1942: - 3-я пехотная дивизия - 7-я пехотная дивизия - 197-я пехотная дивизия - 267-я пехотная дивизия В декабре 1942: - 57-я пехотная дивизия - 75-я пехотная дивизия - 323-я пехотная дивизия В августе 1943: - 68-я пехотная дивизия - 75-я пехотная дивизия - 88-я пехотная дивизия - 208-я пехотная дивизия В январе 1944: - 75-я пехотная дивизия - 88-я пехотная дивизия - 198-я пехотная дивизия |

## Командующие корпусом
- С 26 августа 1939 — генерал пехоты Ойген риттер фон Шоберт
- С 25 октября 1940 — генерал артиллерии Вильгельм Фармбахер
- С 8 января 1942 — генерал артиллерии Эрнст Хелль